# Georg Zimmermann (Radsportler)
Georg Zimmermann (* 11. Oktober 1997 in Augsburg) ist ein deutscher Radrennfahrer. Er gilt als Bergspezialist.

## Sportliche Laufbahn
Zimmermann fährt seit 2005 Rennrad. Erste Rennerfahrungen machte er 2009 beim Kids-Cup in Berlin. Ebenfalls ab 2009 fuhr er für den Verein E-Racers Augsburg. Nachdem er 2015 deutscher Vizemeister der Junioren im Straßenrennen geworden war, startete er als Mitglied der deutschen Nationalmannschaft bei den UCI-Straßen-Weltmeisterschaften 2015 in Richmond und belegte im Straßenrennen Platz 53.
In seinem ersten Jahr im Erwachsenenbereich fuhr Zimmermann für das UCI Continental Team Team Felbermayr Simplon Wels und wechselte zur Saison 2018 zum Tirol KTM Cycling Team. 2018 wurde er Dritter beim Raiffeisen Grand Prix sowie Achter der Gesamtwertung der Tour of Antalya; bei den Straßen-Weltmeisterschaften in Innsbruck wurde er 14. im U23-Straßenrennen. 2019 belegte er bei der Istrian Spring Trophy Rang drei und gewann den Trofeo Piva.
Zur Saison 2020 schloss sich Zimmermann dem polnischen UCI WorldTeam CCC an, für das er zum Saisonende 2019 als Stagiaire die Slowakei-Rundfahrt und die Kroatien-Rundfahrt bestritten hatte. Für diese Mannschaft gewann er die Bergwertung des Étoile de Bessèges. Er bestritt die Vuelta a España 2020 und beendete seine erste Grand Tour als 21. der Gesamtwertung.
Nachdem das CCC-Team zum Saisonende 2020 seine Aktivitäten einstellte, erhielt Zimmermann beim belgischen Team Intermarché-Wanty-Gobert Matériaux, das die WorldTeam-Lizenz von CCC erwarb, einen Vertrag. Für diese Mannschaft erzielte er durch einen Sieg im Sprint einer sechsköpfigen Ausreißergruppe auf der zweiten Etappe der Tour de l’Ain 2021, einer dreitägigen Rundfahrt der 1. Kategorie, seinen bis dahin größten Erfolg, übernahm dabei die Gesamtführung und wurde schließlich Siebter der Gesamtwertung. Er wurde Gesamtfünfter der Deutschland Tour 2021 und gewann dadurch auch die Nachwuchswertung.
In der Saison 2022 wurde Zimmermann Gesamtvierter der Deutschland Tour 2022 und wiederholte seinen Gewinn der Nachwuchswertung. Beim Critérium du Dauphiné 2023 gewann er die Berganankunft der 6. Etappe im Zweiersprint gegen den letzten verbliebenen Mitausreißer, Mathieu Burgaudeau, und damit sein erstes Rennen der UCI WorldTour. Seine gute Form in der Saison 2023 unterstrich Zimmermann mit einem zweiten Platz bei der 10. Etappe der Tour de France. Zuvor war er in eine  umkämpfte Ausreißergruppe gefahren und unterlag im Zielsprint nur knapp dem Spanier Pello Bilbao. Im April 2025 gelang Zimmermann beim Giro d’Abruzzo in Italien sein erster Gesamtsieg bei einem Etappenrennen. Am 29. Juni 2025 wurde er deutscher Straßenmeister in Linden.

## Erfolge
2015
- Punktewertung Grand Prix Général Patton
- eine Etappe Oberösterreich Juniorenrundfahrt

2018
- eine Etappe Giro della Regione Friuli Venezia Giulia

2019
- Trofeo Piva
- Coppa della Pace
- Bergwertung Österreich-Rundfahrt

2020
- Bergwertung Étoile de Bessèges

2021
- eine Etappe Tour de l’Ain
- Nachwuchswertung Deutschland Tour

2022
- Nachwuchswertung Deutschland Tour

2023
- eine Etappe Critérium du Dauphiné

2025
- Gesamtwertung Giro d’Abruzzo

- Deutscher Meister – Straßenrennen

## Wichtige Platzierungen
| Grand Tour            | 2020 | 2021 | 2022 | 2023 | 2024 | 2025 |
| --------------------- | ---- | ---- | ---- | ---- | ---- | ---- |
| Giro d’ItaliaGiro     | –    | –    | –    | –    | –    | –    |
| Tour de FranceTour    | –    | 80   | 43   | 47   | 77   | DNF  |
| Vuelta a EspañaVuelta | 21   | –    | –    | –    | –    |      |

| Monument                 | 2020 | 2021 | 2022 | 2023 | 2024 | 2025 |
| ------------------------ | ---- | ---- | ---- | ---- | ---- | ---- |
| Mailand–Sanremo          | –    | –    | –    | –    | 39   | –    |
| Flandern-Rundfahrt       | –    | –    | –    | –    | 61   | –    |
| Paris–Roubaix            | –    | –    | –    | –    | –    | –    |
| Lüttich–Bastogne–Lüttich | 68   | –    | DNF  | 56   | 49   |      |
| Lombardei-Rundfahrt      | 56   | –    | –    | 95   | 19   |      |